# Pollo al limón
Se llama pollo al limón a varios platos presentes en las cocinas de diversos países (pero rara vez en China) que incluyen pollo y limón como ingredientes principales.
En la gastronomía chino-canadiense suele consistir en trozos de carne de pollo salteados o fritos y cubiertos con una salsa de limón dulce y espesa.
El restaurante chino del Hotel Panda (Tsuen Wan, Hong Kong) solía servir su versión del plato, con trozos de pollo rebozados, cubiertos de almendra fileteada y fritos, que se servían con una salsa de limón caramelizado.
La salsa consta de azúcar, limón y vinagre

## Otros platos de nombre parecido
El pollo al limone italiano consiste en un pollo entero asado con vino blanco, zumo de limón fresco y mirepoix.
Una receta española parecida es el pollo al romero con limón y piñones, consistente en pollo salteado con salsa de limón, piñones, romero y jamón.